# Björn Ulvaeus
Björn Christian Ulvaeus (Göteborg, 1945. április 25. –) svéd énekes, dalszövegíró, az ABBA együttes tagja. Ő és Benny Andersson készítették a Sakk és a Mamma Mia! című musicalt, valamint az utóbbi alapján készült filmet is.

## Élete
Björn Christian Ulvaeus 1945. április 25-én született Göteborgban. 7 éves volt, amikor szüleivel Vastervikbe, a Svédország keleti partján fekvő városba költözött. 13 évesen kapta meg első gitárját, 16 évesen csatlakozott a Partners nevű zenekarhoz, amely később a West Bay Singers nevet vette fel. Björnt szülei mérnöknek szánták, de a zene, amely egyre inkább kitöltötte életét, más sorsot szánt a fiatalembernek. A zenekarral 1963-ban beneveztek egy tehetségkutató versenyre, és meg is nyerték azt. A Polar Music svéd zenei kiadó tulajdonosa, látva a fiúk produkcióját, demo kazettát kért tőlük. Itt kezdődött az a kapcsolat, amely később az ABBA sikereinek is a kulcsa volt: a Polar első embere, Stig Anderson lett a „sikergyáros”, az a kiváló üzletember, aki az ABBA nevet fogalommá tette a zenei világban. Björn csapata a Polar vezetőinek kérésére újra nevet változtatott, sikereiket már Hootenanny Singers néven érte el. A hatvanas évek közepére az egyik legsikeresebb zenekar lettek Svédországban. 

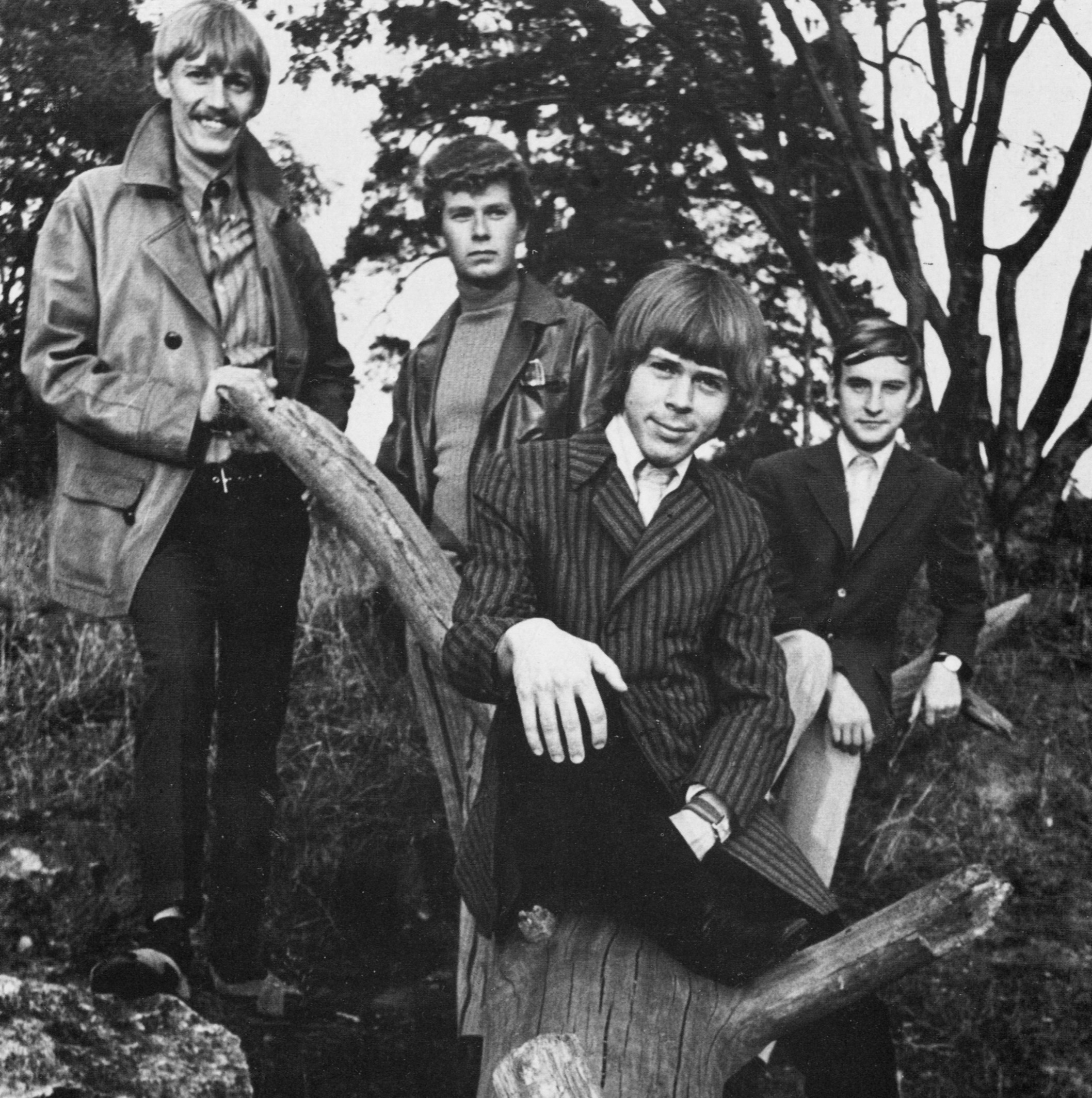
A Hootenanny Singersben, elöl, 1967

A Hootenanny által megszólaltatott zenei stílus a pop/beat vonal keveréke volt, svéd és amerikai népzenével, esetenként country-zenével vegyítve. A hatvanas években több nagylemezt is kiadtak, és produkciójukkal bejárták egész Svédországot. Björn muzikalitását azonban egy idő után már nem elégítette ki az állandó koncertezés és az unalomig ismert zeneszámok előadása. Egyre inkább a dalírás felé orientálódott, ebbéli szándékait nagymértékben megerősítette Benny Anderssonnal való találkozása 1966 nyarán, valamint az is, hogy időközben a svéd zenei világ fővárosába, Stockholmba költözött. Björn egy idő után már sokkal szívesebben dolgozott a stúdióban, mint hogy egész nyáron koncertezzen, ez óhatatlanul összeütközéseket váltott ki a zenekar többi tagjával, aminek az ABBA megalakulásával szakítás lett a vége.
1971-ben feleségül vette Agnetha Fältskogot, akivel már dolgozott együtt az ABBA előtt is. Két gyermekük született: Linda (1973), majd Christian (1977). 1979-ben elváltak, de a szakmai együttműködést nem szakították meg.
1981-ben ismét megnősült, és új feleségétől, Lenától még két lánya született, Emma és Anna. 1983-tól Björn és Benny Tim Rice-szal a Sakk című musicalen dolgoztak. Björn és Benny a zenei anyagot, Tim pedig a forgatókönyvet készítette el. A történet egy sakkvilágbajnokságról és az ezt keretbe foglaló szerelmi háromszögről szól, bár a musical meséje fikció. A felvételek idején Agnetha is sokat járt a stúdióban, és demo-felvételt is készítettek vele, hogy leteszteljék az új szerzeményeket. A felvételek 1984-re készültek el, és még ugyanebben az évben ki is adták a musicalt nagylemez formájában. A kislemezként piacra dobott One Night In Bangkok óriási siker lett Európában, több országban az eladási listák élére ugrott, a Billboardon pedig a harmadik helyet szerezte meg. A mű premierje a londoni West End-en volt, 1986-ban, majd két évvel később a Broadwayre is eljutott. 1990-ben egy újabb musical megírásába kezdtek, ezúttal anyanyelvükön, svédül, Vilhelm Moberg, Emigránsok című regényét alapul véve. A Kristina frĺn Duvemåla (Kristina Duvemåla-ból) című musical 1995-ben mutatkozott be Svédországban, ahol 3 és fél évig játszották különböző színházakban.

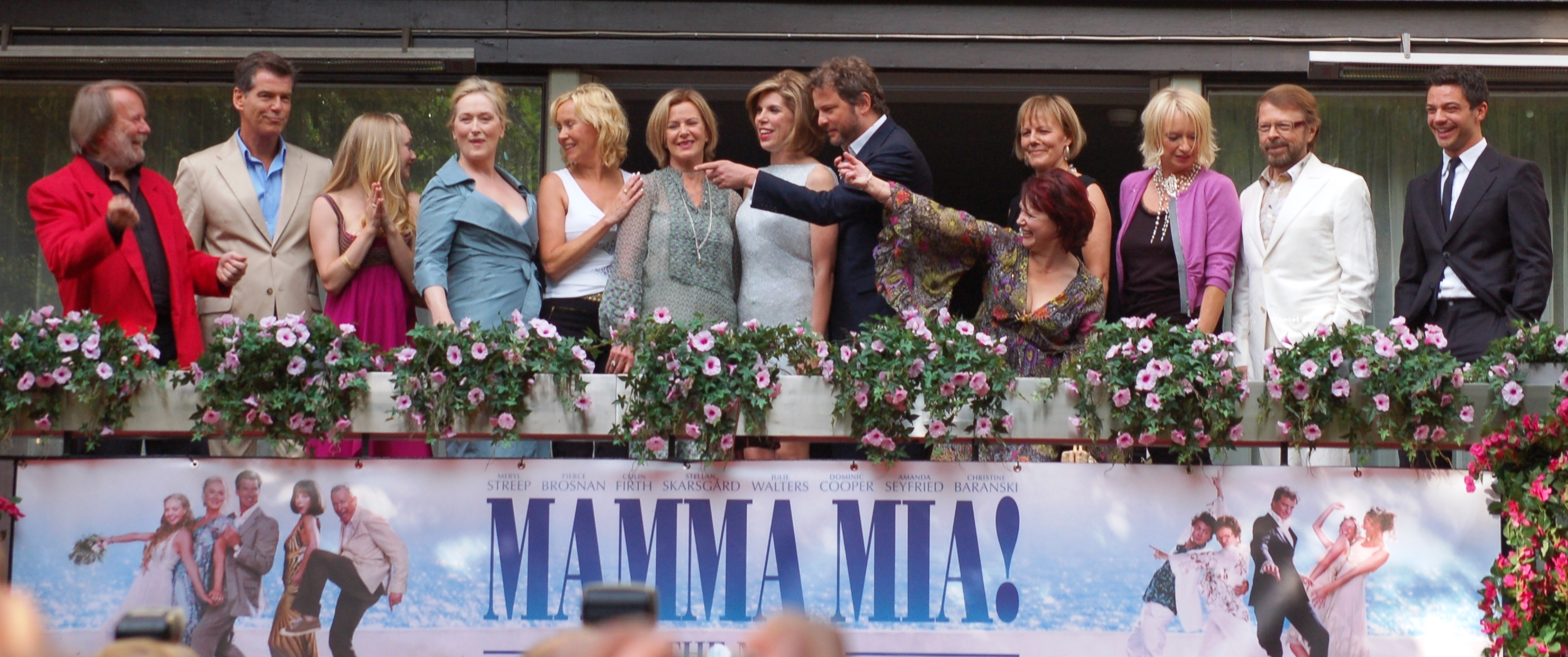
A Mamma Mia! musical 2008-as bemutatóján. Björn jobbról a második, szemüvegben

Manapság Björn legtöbb idejét a Mamma Mia! musicalnek szenteli, ami 1999 áprilisában indult útjára Londonban. Azóta világszerte 17 produkció működik, és mára minden idők egyik legsikeresebb musicaljének számít. Az ABBA-korszak lezárulása óta ő tekinthető az ABBA „hivatalos” szóvivőjének, minden fontosabb kérdésben gyakorlatilag ő nyilatkozik, legyen szó a zenekarról vagy a musicalekről. Björn 2002 óta a Noteheads nevű cég társtulajdonosa, egyik üzlettársa a Roxette frontembere, Per Gessle. A cég egyetlen szellemi terméket forgalmaz, az Igor Engraver kottaíró szoftvert. Björn jelenleg családjával gyönyörű erdős környezetben, Stockholm külvárosában, Djursholm szigetén él.

## Diszkográfia

### Björn szóló kislemezei[2]
- 1968: "Raring" (Swedish version of "Honey")/"Vill Du Ha En Vän"
- 1968: "Fröken Fredriksson"  (Swedish version of "Harper Valley PTA")/"Vår Egen Sång" – (Polar POS 162)
- 1969: "Saknar Du Något Min Kära" (Swedish version of "Where Do You Go To (My Lovely)?"/"Gömt Är Inte Glömt"
- 1969: "Partaj-Aj-Aj-Aj"/"Kvinnan I Mitt Liv"

## Külső hivatkozások

### Björn és Benny kislemezek
- 1970: "She's My Kind of Girl"/"Inga Theme"
- 1970: "Hej Gamle Man!"/"Lycka" (Happiness)
- 1971: "Hey, Musikant"/"Was die Liebe sagt"
- 1971: "Det Kan Ingen Doktor Hjalpa" (It Can't Be Remedied by a Doctor)/"På Bröllop"
- 1971: "Tänk Om Jorden Vore Ung" (If Only We Had The Time)/"Träskofolket"
- 1972: "En Karusell" (Merry-Go-Round)/"Att Finnas Till"
- 1972: "Love Has Its Ways"/"Rock 'N' Roll Band" (Benny & Björn 1st version)

### Björn és Benny albumai
- 1970: Lycka
- 1984: Chess (concept album with Tim Rice)
- 1986: Chess Pieces
- 1988: Chess: Original Broadway Cast Recording
- 1994: Chess in Concert
- 1996: Kristina från Duvemåla
- 1998: från Waterloo till Duvemåla
- 1999: 16 favoriter ur Kristina från Duvemåla
- 1999: Mamma Mia! (Original Cast Recording)
- 2000: Mamma Mia! (Original Broadway Cast Recording)
- 2002: Chess på Svenska
- 2005: Mamma Mia! På Svenska
- 2008: Mamma Mia! – The Movie Soundtrack
- 2009: Chess in Concert (London)
- 2010: Kristina at Carnegie Hall
- 2013: Hjälp Sökes

### Gemini
- 1985: Gemini
- 1987: Geminism

## Magyarul megjelent művei
- Benny Andersson–Björn Ulvaeus–Judy Craymer: Mamma mia! A Mamma mia! musical és az ABBA dalainak története; riporter Philip Dodd, ford. Kiss Borbála Réka; Show Time Budapest, Budapest, 2009